# Bucilly
Bucilly je francouzská obec v departementu Aisne v regionu Hauts-de-France. V roce 2011 zde žilo 191 obyvatel.

## Sousední obce
Besmont, Éparcy, Hirson, Jeantes, Landouzy-la-Ville, Martigny, Saint-Michel

## Vývoj počtu obyvatel
Počet obyvatel 